# Rolf Hut
Rolf Hut (Amsterdam, 28 november 1980) is een Nederlands natuurkundige aan de Technische Universiteit Delft. Hij is bekend van zijn column "De Maakbare Wereld" in de Volkskrant, en van radio en tv over het maken van dingen. In 2015 kwam zijn boek Rolfs maakbare wereld uit.

## Biografie
Rolf Hut behaalde zijn vwo-diploma aan de Katholieke Scholengemeenschap Hoofddorp in 1999. Hij studeerde toegepaste fysica in Delft en promoveerde daar in 2013.